# Désiré Donny

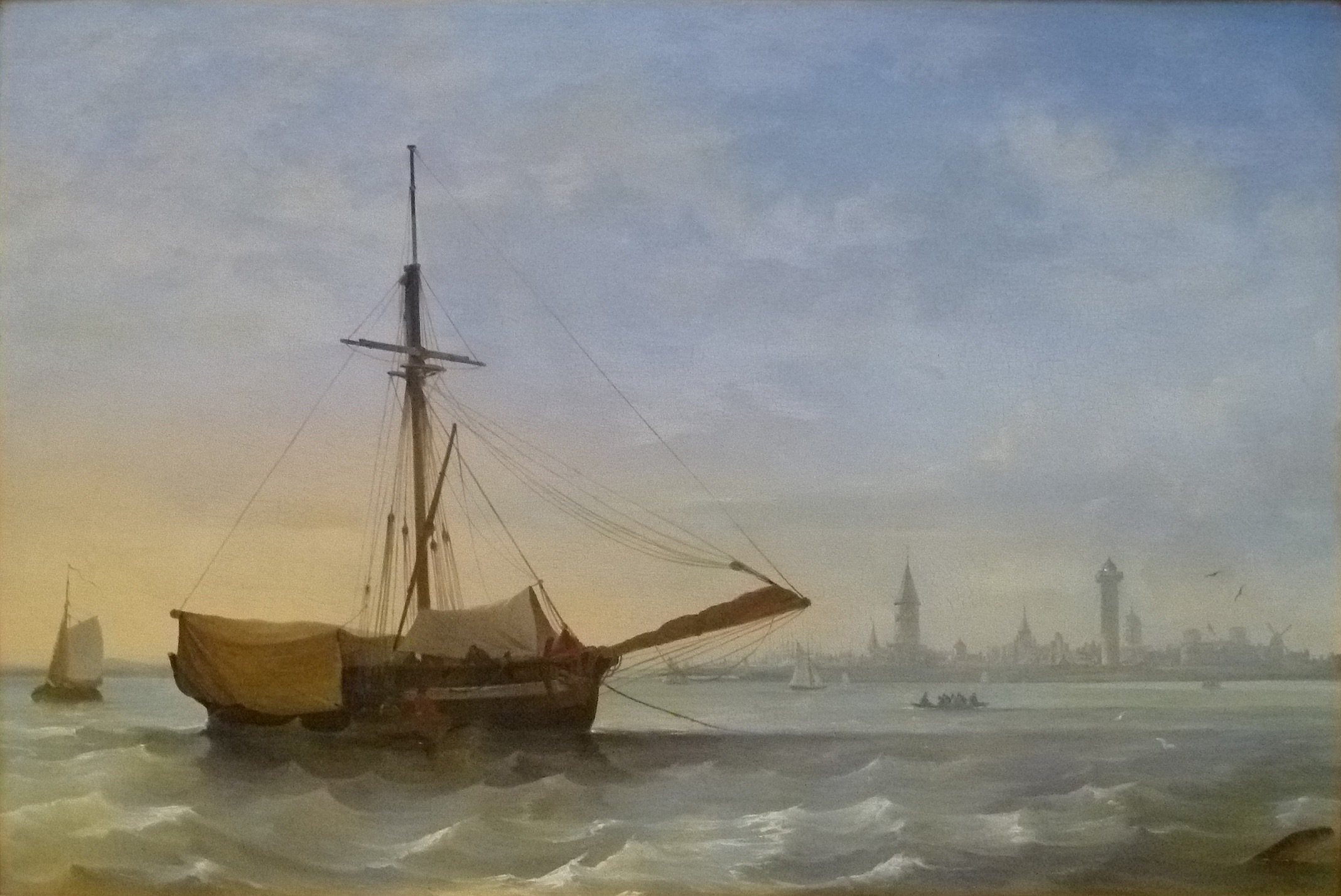
Marine met zicht op Oostende (privébezit)

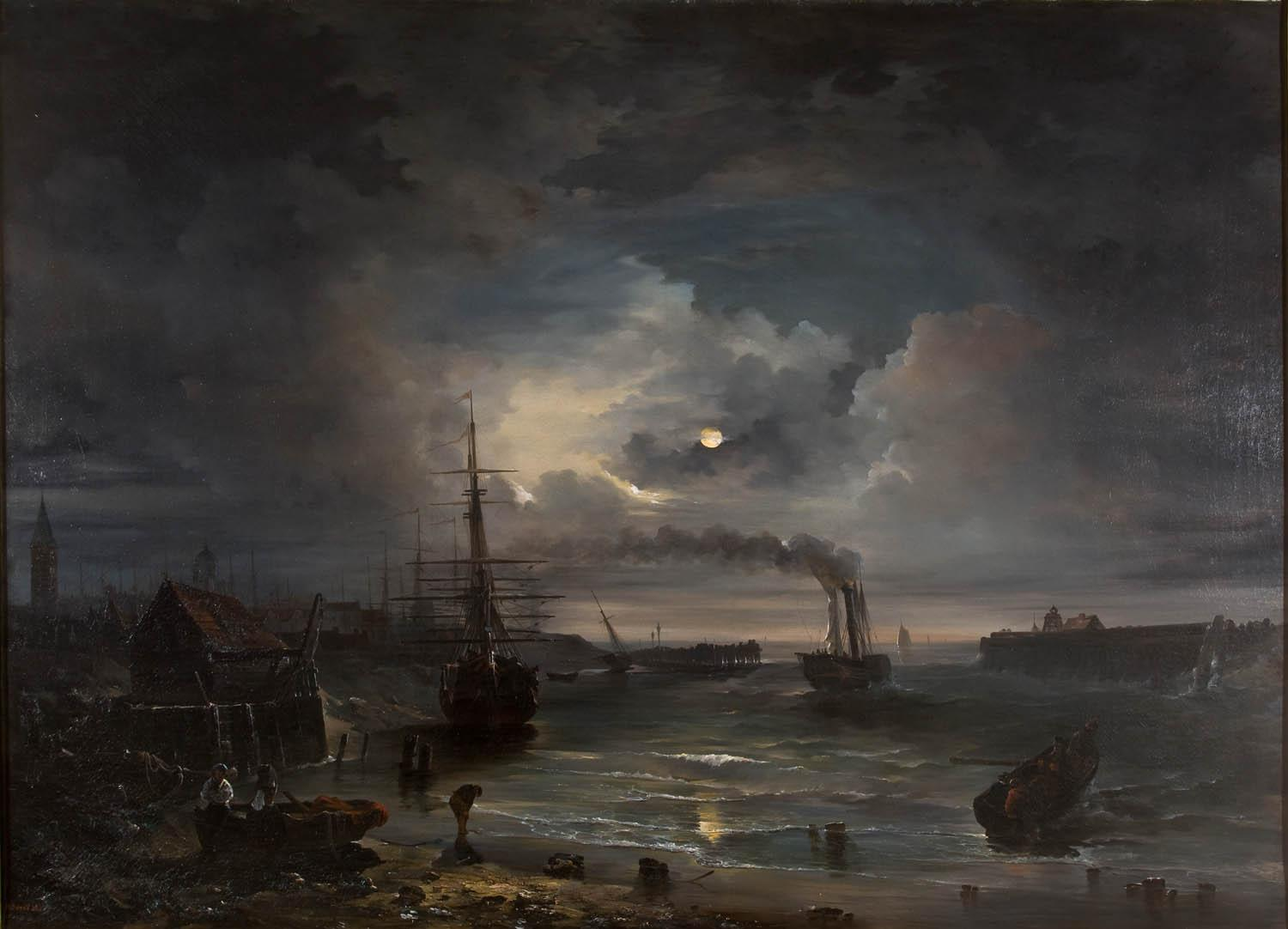
Haven bij maanlicht (1840)

Désiré Donny (Brugge, 5 januari 1798 - Schaarbeek, 27 april 1861) was een Belgische schilder uit de Romantische School.
Hij was de zoon van Jean Joseph Donny, een klerk van de vierschaar en vurig voorstander van de aanhechting van de Zuidelijke Nederlanden bij de Franse Republiek, en van Marie-Josephe Christiaens. Hij kreeg zijn opleiding aan de Kunstacademie van Brugge en werd er vervolgens leraar. Maar hij werkte later in Frankfurt en daarna grotendeels in Brussel.
Hij schilderde veel marines en geanimeerde gezichten met vissersboten of boomschuiten bij eb op het strand, zoals in Scheveningen en Katwijk. Hij is ook bekend met een aantal genrestukken en interieurs onder maanlicht. Omstreeks 1839 begon hij ook met het schilderen van havens en rivierzichten onder maanlicht en donkere stadsgezichten, waaronder van zijn geboorteplaats Brugge.
Zijn genrestukken hebben soms een sociale inslag, zoals het schilderij "Geanimeerd interieur". In dit schilderij bezoekt een welgestelde dame een arme vrouw met twee kinderen. Dit schilderij zet de traditie verder van 17de-eeuwse Hollandse schilderijen van interieurs met dienstmeisjes en keukengereedschap.
Hij was ook portretschilder. In het Koninklijk Legermuseum van Brussel hangt zijn portret van generaal François-Xavier de Wautier. Tot een particuliere Brugse verzameling behoort het schilderij van leden van de Burgerwacht die deelnamen aan de Belgische Revolutie van 1830.

## Musea
Er bevinden zich schilderijen van hem in musea te Kortrijk, Ieper en Doncaster (Groot-Brittannië).